# 板胡

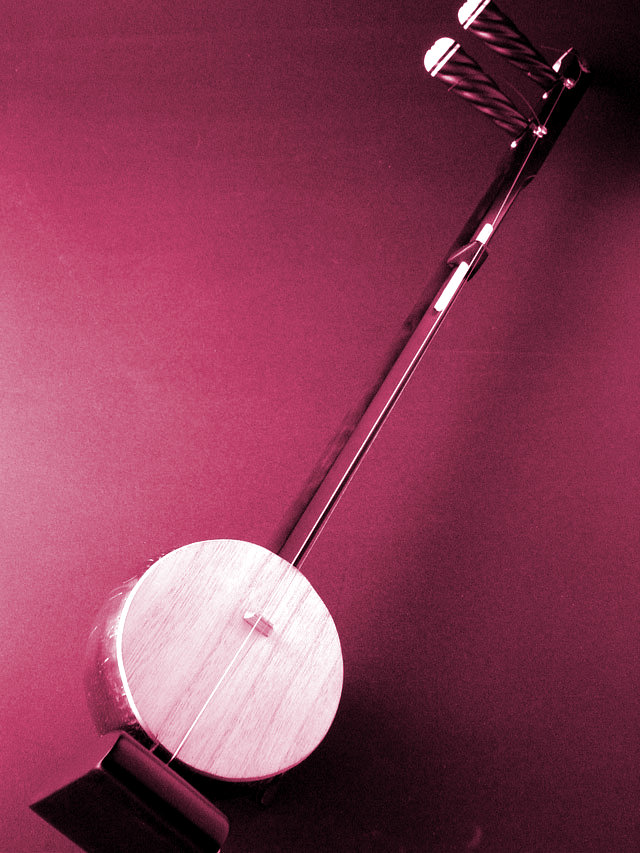
板胡

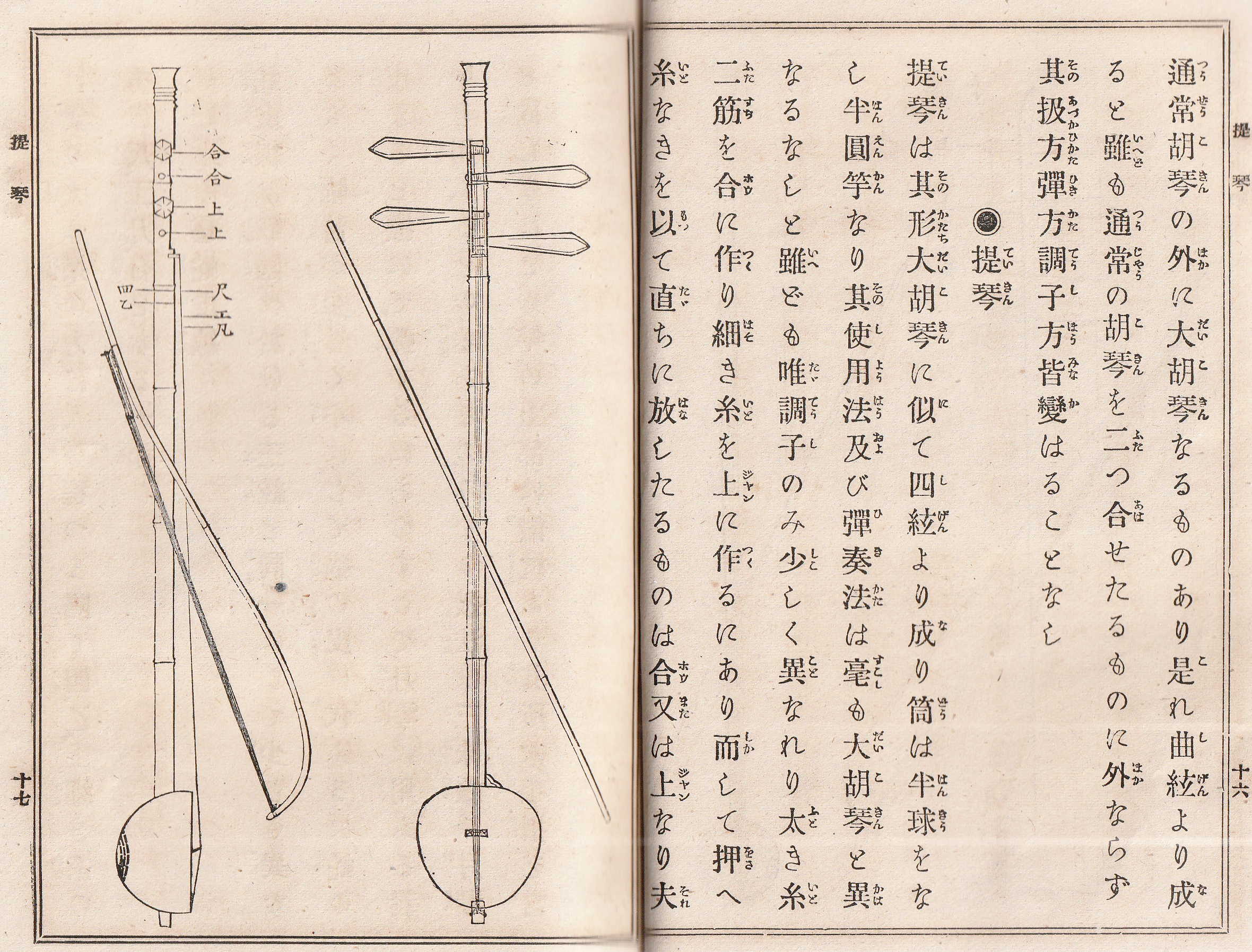
四弦板胡

板胡，中国弓弦乐器，琴筒由木或椰子壳制成，蒙面板而得名。音色清脆而响亮，适用于表现热情奔放的曲子。北方的戏曲如河北梆子、评剧、豫剧、秦腔等的主要伴奏乐器，也作為独奏樂器。
板胡的别名甚多，不同戏曲所用的板胡有不同的别名，按音域可以分为以下几类。
- 高音板胡（梆胡、大弦、瓢）：河北梆子、评剧、豫剧等
- 次高音板胡
- 中音板胡（秦胡、胡呼、呼胡、胡胡）：秦腔、蒲剧、陇剧等
- 次中音板胡：晋剧
- 低音板胡
- 双千斤板胡
- 三弦板胡
- 四弦板胡

## 著名演奏家
- 劉明源
- 柏淼
- 张长城
- 阎绍一
- 沈星揚
- 姜克美